# Strattan Motors Corporation
Strattan Motors Corporation war ein US-amerikanischer Hersteller von Automobilen.

## Unternehmensgeschichte
Frank E. Strattan war Vizepräsident der Grant Motor Car Corporation, die 1922 aufgelöst wurde. Er gründete 1923 sein eigenes Unternehmen in Indianapolis in Indiana. Vizepräsident wurde Frederick Barrows, der auch Präsident von Premier Motors war. Im März 1923 wurde Monroe übernommen. Strattan plante, seine Fahrzeuge als Strattan und Monroe zu vermarkten. Außerdem war geplant, dass Strattan Premier übernimmt. Dazu kam es allerdings nicht. Im Juni 1923 übernahm Premier die Monroe-Werte von Strattan. Strattan stellte es so dar, dass er sich auf seine Marke Strattan konzentrieren wollte. Die Planungen beliefen sich auf 50 Fahrzeuge täglich. Noch 1923 endete die Produktion. Insgesamt entstanden nur wenige Fahrzeuge.

## Fahrzeuge
Die Fahrzeuge hatten einen Vierzylindermotor mit L-Kopf. Er leistete 23 PS. Das Fahrgestell hatte 259 cm Radstand. Eine Abbildung zeigt einen offenen Tourenwagen. Die Neupreise lagen im Bereich von 695 bis 995 US-Dollar.